# 若林忠生
若林 忠生（わかばやし ただお、1940年1月5日 - ）は、日本のアニメーター、演出家。
『鉄人28号』『遊星少年パピィ』などの作画や演出を担当。『黄金バット』のアニメ用キャラクターデザインを経て『妖怪人間ベム』で初のオリジナルキャラクターをデザインした。その他の代表作『まんが日本昔ばなし』（演出・作画）『はれときどきぶた』（演出・原画）など多数。テレビアニメ創成期から活躍するベテランである。

## TVアニメ作品
- 妖怪人間ベム
- 黄金バット
- 鉄人28号（テレビアニメ第1作）
- 遊星少年パピイ
- 宇宙エース
- そばかすプッチー
- いたずら天使チッポちゃん
- 男一匹ガキ大将
- まんが日本昔ばなし（第2期）
- みつばちマーヤとマウシイ
- ふたごのモンチッチ
- 忍者ハットリくん
- ドタンバのマナー
- ことわざハウス
- 親子クラブ
- はれときどきぶた

## TVCM
- ライオン『エメロンシャンプー』
- 中外製薬『ハナハナおじさん』ナーベル
- 出光石油
- 日本専売公社
- 『サロンパス』
- 『山本山』
- 『ムートン』
- 『大洋漁業』
- 『ポパール』
- 『日立ポンパ』
- 『山桜名刺』
- 『ホーチキ』
- 『タイガーボード』

など多数。